# II. István pápa
II. István (latinul: Stephanus), (?, Róma – 752. március 25./26., Róma) a történelem 92. egyházfője 752. március 22-től. Mivel nem lett felszentelve püspökké, a katolikus egyház 1961 óta nem számlálja őt a pápák közé.

## Élete
Zakariás pápa halála után a zsinat egy egyszerű papot választott meg Szent Péter utódának 752. március 23. körül. Azonban négy nappal megválasztása után váratlanul szélütésben meghalt. A megválasztott „pápát” tehát nem szentelték fel püspökké. Ennek ellenére a történészek nagy része egyházfőnek ismeri el II. István pápát, hiszen a római zsinat megválasztotta a keresztény egyház fejének. Így az utána következő István nevű pápák számozása is eltérő.

## Művei
- Documenta Catholica Omnia (latin nyelven). (Hozzáférés: 2011. december 6.)